# Droga wojewódzka 598
Die Droga wojewódzka 598 (DW 598) ist eine 28 Kilometer lange Droga wojewódzka (Woiwodschaftsstraße) in der polnischen Woiwodschaft Ermland-Masuren, die Olsztyn mit Zgniłocha verbindet.

## Verlauf der Straße
- Olsztyn (Allenstein)/DK 51
- Olsztyn Jaroty (A.-Jomendorf)/S 16/S 51
- Zazdrość (Zasdrosz, 1935–1945: Neidhof)
- Pokrzywy (Friedrichstädt)
- Butryny (Wuttrienen)
- Nowa Kaletka (Neu Kaletka, 1938–45: Herrmannsort)
- Zgniłocha (Gimmendorf)/DK 58